# Spanische Motorrad-Straßenmeisterschaft 2023
Die FIM-JuniorGP-Saison 2023 war die 98. in der Geschichte der spanischen Motorrad-Straßenmeisterschaft. Es wurden Titel in den Klassen Moto2, Superstock 600, JuniorGP und European Titel Cup vergeben. Im European Talent Cup starteten alle Fahrer auf einer Honda NSF250RW.

## Punkteverteilung
Weltmeister wird derjenige Fahrer beziehungsweise der Hersteller, der bis zum Saisonende die meisten Punkte in der Weltmeisterschaft angesammelt hat. Bei der Punkteverteilung werden die Platzierungen im Gesamtergebnis des jeweiligen Rennens berücksichtigt. Die fünfzehn erstplatzierten Fahrer jedes Rennens erhalten Punkte nach folgendem Schema:
| Punkteverteilung | Punkteverteilung | Punkteverteilung | Punkteverteilung | Punkteverteilung | Punkteverteilung | Punkteverteilung | Punkteverteilung | Punkteverteilung | Punkteverteilung | Punkteverteilung | Punkteverteilung | Punkteverteilung | Punkteverteilung | Punkteverteilung | Punkteverteilung |
| ---------------- | ---------------- | ---------------- | ---------------- | ---------------- | ---------------- | ---------------- | ---------------- | ---------------- | ---------------- | ---------------- | ---------------- | ---------------- | ---------------- | ---------------- | ---------------- |
| Platz            | 1                | 2                | 3                | 4                | 5                | 6                | 7                | 8                | 9                | 10               | 11               | 12               | 13               | 14               | 15               |
| Punkte           | 25               | 20               | 16               | 13               | 11               | 10               | 9                | 8                | 7                | 6                | 5                | 4                | 3                | 2                | 1                |

In die Wertung kommen alle erzielten Resultate.

## Moto2-Europameisterschaft

### Rennergebnisse
| # | Datum  | Strecke   | Pole-Position   | Erster          | Zweiter                | Dritter                | Schn. Rennrunde | Gesamtführender |
| - | ------ | --------- | --------------- | --------------- | ---------------------- | ---------------------- | --------------- | --------------- |
| 1 | 07.05. | Estoril   | Senna Agius     | Senna Agius     | Carlos Tatay           | Harrison Voight        | Senna Agius     | Senna Agius     |
| 1 | 07.05. | Estoril   | Senna Agius     | Senna Agius     | Xavier Cardelús        | Niccolò Antonelli      | Senna Agius     | Senna Agius     |
| 2 | 21.05. | Valencia  | Senna Agius     | Senna Agius     | Mattia Rato            | Carlos Tatay           | Senna Agius     | Senna Agius     |
| 3 | 04.06. | Jerez     | Carlos Tatay    | Carlos Tatay    | Yeray Ruiz             | Senna Agius            | Carlos Tatay    | Senna Agius     |
| 4 | 02.07. | Portimão  | Senna Agius     | Senna Agius     | Alberto Surra          | Xavier Cardelús García | Senna Agius     | Senna Agius     |
| 4 | 02.07. | Portimão  | Senna Agius     | Senna Agius     | Xavier Cardelús García | Roberto García         | Roberto García  | Senna Agius     |
| 5 | 16.07. | Barcelona | Xavier Cardelús | Xavier Cardelús | Unai Orradre           | Alberto Surra          | Unai Orradre    | Senna Agius     |
| 5 | 16.07. | Barcelona | Xavier Cardelús | Unai Orradre    | Alberto Surra          | Xavier Cardelús        | Yeray Ruiz      | Senna Agius     |
| 6 | 09.10. | Alcañiz   | Senna Agius     | Senna Agius     | Roberto García         | Borja Gómez            | Senna Agius     | Senna Agius     |
| 6 | 09.10. | Alcañiz   | Senna Agius     | Senna Agius     | Alberto Surra          | Borja Gómez            | Senna Agius     | Senna Agius     |
| 7 | 30.10. | Valencia  | Senna Agius     | Senna Agius     | Alberto Surra          | Unai Orradre           | Senna Agius     | Senna Agius     |

### Fahrerwertung
| Rang | Fahrer              | Motorrad      | EST | EST | VC1 | JER | POR | POR | BAR | BAR | ARA | ARA | VC2 | Punkte |
| ---- | ------------------- | ------------- | --- | --- | --- | --- | --- | --- | --- | --- | --- | --- | --- | ------ |
| 1    | Senna Agius         | Kalex         | 1   | 1   | 1   | 3   | 1   | 1   | DNS | DNS | 1   | 1   | 1   | 216    |
| 2    | Xavier Cardelús     | Kalex         | 13  | 2   | 6   | 5   | 3   | 2   | 1   | 3   | 6   | 8   | 6   | 149    |
| 3    | Alberto Surra       | Boscoscuro    | 4   | 7   | DNF | 7   | 2   | 5   | 3   | 2   | 18  | 2   | 2   | 138    |
| 4    | Mattia Rato         | Kalex         | 5   | 4   | 2   | 4   | 6   | 8   | 6   | 4   | 12  | 11  | 10  | 113    |
| 5    | Roberto García      | Kalex         | DNF | DNF | 4   | 6   | 5   | 3   | 4   | DNF | 2   | 5   | 4   | 107    |
| 6    | Unai Orradre        | Kalex         | 12  | DNF | 15  | 8   | 15  | DNF | 2   | 1   | 4   | 6   | 3   | 98     |
| 7    | Yeray Ruiz          | Kalex         | 6   | 5   | 5   | 2   | 9   | 10  | 5   | DNF | DNF | 7   | 5   | 96     |
| 8    | Álex Toledo         | Boscoscuro    | 7   | 6   | 10  | 9   | 8   | 9   | 10  | 5   | 10  | DNF | INJ | 70     |
| 9    | Carlos Tatay        | Kalex         | 2   | DNF | 3   | 1   | DNF | DNS | INJ | INJ | INJ | INJ | INJ | 61     |
| 10   | Marco Tapia         | Kalex         | 11  | DNS | 9   | 11  | 4   | 4   | DNF | 9   | 13  | 13  | 13  | 60     |
| 11   | Niccolò Antonelli   | Kalex         | 8   | 3   | 8   | DNF | 7   | DNF | DNF | DNF | 7   | DNF | INJ | 50     |
| 13   | Sam Wilford         | Kalex         | 10  | 8   | 11  | 12  | 11  | 7   | 8   | DNF | 15  | DNF | 12  | 50     |
| 20   | Juan Rodríguez      | Boscoscuro    | 9   | 9   | 7   | DNF |     |     |     |     |     |     |     | 23     |
| 16   | Gerard Riu          | Kalex         | 19  | 13  | 13  | 13  | 12  | 12  | 11  | 8   |     |     |     | 30     |
| 14   | Mattia Volpi        | Kalex         | 14  | 10  | DNF | 15  | 10  | 11  | 12  | 10  |     |     |     | 30     |
| 15   | Harrison Voight     | Kalex         | 3   | DNF | DNF | DNF | DNF | DNF | 13  | 6   |     |     |     | 29     |
| 17   | Francesco Mongiardo | Boscoscuro    | 18  | DNF | 12  | 10  | 13  |     |     |     |     |     |     | 13     |
| 18   | Piotr Biesiekirski  | Kalex         |     |     |     | 14  |     | 6   |     |     |     |     |     | 12     |
| 19   | McKinley Kyle Paz   | Kalex         | 15  | 11  | 14  |     | 14  | 14  |     |     |     |     |     | 12     |
| 20   | Martin Vugrinec     | Kalex         | DNF | 12  |     |     |     |     |     |     |     |     |     | 4      |
| 21   | Max Toth            | Kalex         | DNF | DNF | DNF | DNF | 16  | 13  |     |     |     |     |     | 3      |
| 22   | Chanon Inta         | Kalex         | 17  | 14  | 18  | DNF |     |     |     |     |     |     |     | 2      |
| 23   | Eduardo Montero     | Kalex         | DNF | DNF |     |     |     | 15  |     |     |     |     |     | 1      |
| 24   | Filip Rehacek       | Kalex         | 16  | DNF | 16  | 16  | 17  | 16  |     |     |     |     |     | 0      |
| 25   | Marc García         | Kalex-Triumph |     |     | 17  |     |     |     |     |     |     |     |     | 0      |
| 26   | Charles Aubrie      | Kalex         |     |     | 19  |     |     |     |     |     |     |     |     | 0      |
|      | Angelo Tagliarini   | Boscoscuro    |     |     | DNS |     |     |     |     |     |     |     |     | 0      |
| Rang | Fahrer              | Motorrad      | EST | EST | VC1 | JER | POR | POR | BAR | BAR | ARA | ARA | VC1 | Punkte |

## JuniorGP

### Rennergebnisse
| # | Datum  | Strecke   | Pole-Position  | Erster           | Zweiter           | Dritter           | Schn. Rennrunde | Gesamtführender |
| - | ------ | --------- | -------------- | ---------------- | ----------------- | ----------------- | --------------- | --------------- |
| 1 | 07.05. | Estoril   | Luca Lunetta   | Nicola Carraro   | Ángel Piqueras    | Jakob Rosenthaler | Álvaro Carpe    | Nicola Carraro  |
| 2 | 21.05. | Valencia  | Joel Esteban   | Ángel Piqueras   | Joel Esteban      | Luca Lunetta      | Nicola Carraro  | Ángel Piqueras  |
| 2 | 21.05. | Valencia  | Joel Esteban   | Ángel Piqueras   | Jacob Roulstone   | Álvaro Carpe      | Jacob Roulstone | Ángel Piqueras  |
| 3 | 04.06. | Jerez     | Ángel Piqueras | Ángel Piqueras   | Álvaro Carpe      | Adrián Cruces     | Eddie O’Shea    | Ángel Piqueras  |
| 3 | 04.06. | Jerez     | Ángel Piqueras | David Almansa    | Álvaro Carpe      | Ángel Piqueras    | Ángel Piqueras  | Ángel Piqueras  |
| 4 | 02.07. | Portimão  | Luca Lunetta   | Xabi Zurutuza    | Tatchakorn Buasri | Luca Lunetta      |                 | Ángel Piqueras  |
| 4 | 02.07. | Portimão  | Luca Lunetta   | Joel Esteban     | Ángel Piqueras    | David Almansa     |                 | Ángel Piqueras  |
| 5 | 16.07. | Barcelona | Ángel Piqueras | Xabi Zurutuza    | Jacob Roulstone   | Ángel Piqueras    |                 | Ángel Piqueras  |
| 5 | 16.07. | Barcelona | Ángel Piqueras | Fadillah Aditama | David Almansa     | Joel Esteban      |                 | Ángel Piqueras  |
| 6 | 08.10. | Alcañiz   |                | Ángel Piqueras   | Luca Lunetta      | Adrián Cruces     |                 | Ángel Piqueras  |
| 7 | 29.10. | Valencia  |                | Adrián Cruces    | Álvaro Carpe      | Ángel Piqueras    |                 | Ángel Piqueras  |
| 7 | 29.10. | Valencia  | Joel Esteban   | Adrián Cruces    | Luca Lunetta      |                   |                 | Ángel Piqueras  |

### Fahrerwertung
| Rang | Fahrer            | Maschine  | EST | VC1 | VC1 | JER | JER | POR | POR | BAR | BAR | ARA | VC1 | VC1 | Punkte |
| ---- | ----------------- | --------- | --- | --- | --- | --- | --- | --- | --- | --- | --- | --- | --- | --- | ------ |
| 1    | Ángel Piqueras    | Honda     | 2   | 1   | 1   | 1   | 3   | 7   | 2   | 3   | 6   | 1   | 3   | 4   | 220    |
| 2    | Luca Lunetta      | KTM       | 4   | 3   | 4   | 4   | 21  | 3   | 11  | 13  | 4   | 2   | 6   | 3   | 138    |
| 3    | Álvaro Carpe      | Husqvarna | DSQ | 10  | 3   | 2   | 2   | 5   | 4   | 7   | DNF | 5   | 2   | 5   | 137    |
| 4    | Joel Esteban      | GasGas    | 10  | 2   | DNF | 11  | 10  | 6   | 1   | 6   | 3   |     | 7   | 1   | 132    |
| 5    | Adrián Cruces     | KTM       | DNF | 9   | 7   | 3   | 8   | DNF | DNF | 5   | 5   | 3   | 1   | 2   | 123    |
| 6    | Xabi Zurutuza     | KTM       | 6   | 12  | 5   | DNF | 6   | 1   | DNF | 1   | DNF | 4   | 4   | 7   | 120    |
| 7    | Jacob Roulstone   | GasGas    | 5   | 4   | 2   | 6   | 5   | 9   | 15  | 2   | DNF |     | 9   | 6   | 110    |
| 8    | Nicola Carraro    | GasGas    | 1   | 5   | 12  | DNS | DNS | 10  | 12  | 4   | DNF |     | 5   | 9   | 81     |
| 9    | David Almansa     | KTM       | DNF | DNF | DNF | DNF | 1   | 4   | 3   | DNF | 2   |     |     |     | 74     |
| 10   | Tatchakorn Buasri | Honda     | 8   | 13  | DNF | 12  | 17  | 2   | 6   | 10  | DNF |     |     |     | 51     |
| 11   | Cormac Buchanan   | KTM       | 13  | 7   | DNF | 5   | 4   | DNF | 7   | DNF | 11  |     |     |     | 50     |
| 12   | Eddie O’Shea      | Honda     | 9   | 11  | 6   | 16  | 7   | DNF | 5   | 12  | DNF |     |     |     | 46     |
| 13   | Elia Bartolini    | Honda     | 7   | 8   | DNF | 8   | 14  | 10  | 10  | 11  | 9   |     |     |     | 45     |
| 14   | Jakob Rosenthaler | Husqvarna | 3   | DNS | DNS | 9   | 12  | 12  | 8   | DNF | 13  |     |     |     | 39     |
| 15   | Alessandro Morosi | KTM       | 11  | 6   | DNF | DNF | 11  | 8   | 16  | 9   | DNF |     |     |     | 35     |
| 16   | Fadillah Aditama  | Honda     | 15  | 16  | DNF | 17  | 9   | 24  | 18  |     | 1   |     |     |     | 33     |
| 17   | Marcos Ruda       | KTM       | 18  | DNF | 8   | 10  | 13  | 11  | 16  |     | 8   |     |     |     | 30     |
| 18   | Facundo Llambias  | Honda     | 17  | 14  | 9   | 18  | 24  | 16  | 13  | 8   | 7   |     |     |     | 29     |
| 19   | Noah Dettwiler    | KTM       | 12  | 15  | 10  | 13  | 16  | 14  |     |     |     |     |     |     | 16     |
| 20   | Danial Shahril    | Honda     | INJ | INJ | INJ | 7   | 15  | 15  | 9   | 15  | DNF |     |     |     | 19     |
| 21   | Marcos Uriarte    | Husqvarna |     |     |     | 14  | 18  | 13  | 14  | 14  | 19  |     |     |     | 9      |
| 22   | Kotaro Uchuimi    | KTM       | DNF | 18  | 14  | 22  | 20  | 21  |     | 19  | 10  |     |     |     | 8      |
| 23   | Shinya Ezawa      | Honda     | 14  | 17  | 11  |     |     |     |     |     |     |     |     |     | 7      |
| 24   | Leo Rammerstorfer | Husqvarna | 16  | 19  | 13  | 15  | 19  | 18  | 17  |     |     |     |     |     | 4      |
| 25   | Torin Collins     | KTM       | DNF | 20  | 15  | 19  | DNF |     |     |     |     |     |     |     | 1      |
| 26   | Cesare Tiezzi     | KTM       | DNF | 21  | 16  | 20  | DNF | 19  |     |     |     |     |     |     | 0      |
| 27   | Gabin Planques    | KTM       | 20  |     |     | 24  | 22  | 17  |     |     |     |     |     |     | 0      |
| 28   | Alessio Mattei    | KTM       | 23  | 22  | 17  | 21  | DNF | 22  |     |     |     |     |     |     | 0      |
| 29   | Alex Gourdon      | Honda     | 21  | 24  | 18  | 23  | DNF | 20  |     |     |     |     |     |     | 0      |
| 20   | Geoffrey Emmanuel | Honda     | 22  | 25  | 19  | DNF | 23  | 23  |     |     |     |     |     |     | 0      |
| 31   | Angus Grenfell    | Honda     | 19  | 23  | DNS |     |     |     |     |     |     |     |     |     | 0      |
| Rang | Fahrer            | Motorrad  | EST | VC1 | VC1 | JER | JER | POR | POR | BAR | BAR | ARA | VC1 | VC1 | Punkte |

## European Talent Cup

### Rennergebnisse
| # | Datum  | Strecke   | Pole-Position | Erster         | Zweiter        | Dritter           | Schn. Rennrunde | Gesamtführender |
| - | ------ | --------- | ------------- | -------------- | -------------- | ----------------- | --------------- | --------------- |
| 1 | 07.05. | Estoril   | Brian Uriarte | Brian Uriarte  | Rico Salmela   | Hakim Danish      |                 | Brian Uriarte   |
| 1 | 07.05. | Estoril   | Brian Uriarte | Brian Uriarte  | Máximo Quiles  | David González    |                 | Brian Uriarte   |
| 2 | 21.05. | Valencia  | Máximo Quiles | Máximo Quiles  | Guido Pini     | Rico Salmela      |                 | Brian Uriarte   |
| 2 | 21.05. | Valencia  | Máximo Quiles | Máximo Quiles  | Brian Uriarte  | Alberto Ferrández |                 | Máximo Quiles   |
| 3 | 04.06. | Jerez     | Máximo Quiles | Máximo Quiles  | Brian Uriarte  | Guido Pini        |                 | Máximo Quiles   |
| 3 | 04.06. | Jerez     | Máximo Quiles | Brian Uriarte  | Guido Pini     | Máximo Quiles     |                 | Máximo Quiles   |
| 4 | 02.07. | Portimão  | Máximo Quiles | Edoardo Boggio | Casey O’Gorman | Guido Pini        |                 | Máximo Quiles   |
| 5 | 16.07. | Barcelona | Máximo Quiles | Guido Pini     | Casey O’Gorman | Ruché Moodley     |                 | Máximo Quiles   |
| 6 | 03.09. | Alcañiz   |               |                |                |                   |                 |                 |
| 6 | 03.09. | Alcañiz   |               |                |                |                   |                 |                 |
| 7 | 30.10. | Valencia  |               |                |                |                   |                 |                 |

## Stock-Europameisterschaft

### Rennergebnisse
| # | Datum  | Strecke   | Pole-Position  | Erster         | Zweiter        | Dritter      | Schn. Rennrunde | Gesamtführender |
| - | ------ | --------- | -------------- | -------------- | -------------- | ------------ | --------------- | --------------- |
| 1 | 07.05. | Estoril   | Eric Fernández | Dani Muñoz     | Marco García   | Álex Millán  |                 | Dani Muñoz      |
| 2 | 21.05. | Valencia  | Dani Muñoz     | Dani Muñoz     | Eric Fernández | Dino Iozzo   |                 | Dani Muñoz      |
| 3 | 04.06. | Jerez     | Dani Muñoz     | Eric Fernández | Dani Muñoz     | Dino Iozzo   |                 | Dani Muñoz      |
| 4 | 02.07. | Portimão  | Dani Muñoz     | Dani Muñoz     | Eric Fernández | Marco García |                 | Dani Muñoz      |
| 5 | 16.07. | Barcelona | Dani Muñoz     | Dani Muñoz     | Eric Fernández | Dino Iozzo   |                 | Dani Muñoz      |
| 6 | 08.10. | Alcañiz   |                |                |                |              |                 | Dani Muñoz      |
| 7 | 29.10. | Valencia  |                |                |                |              |                 |                 |